# Hallwilersee

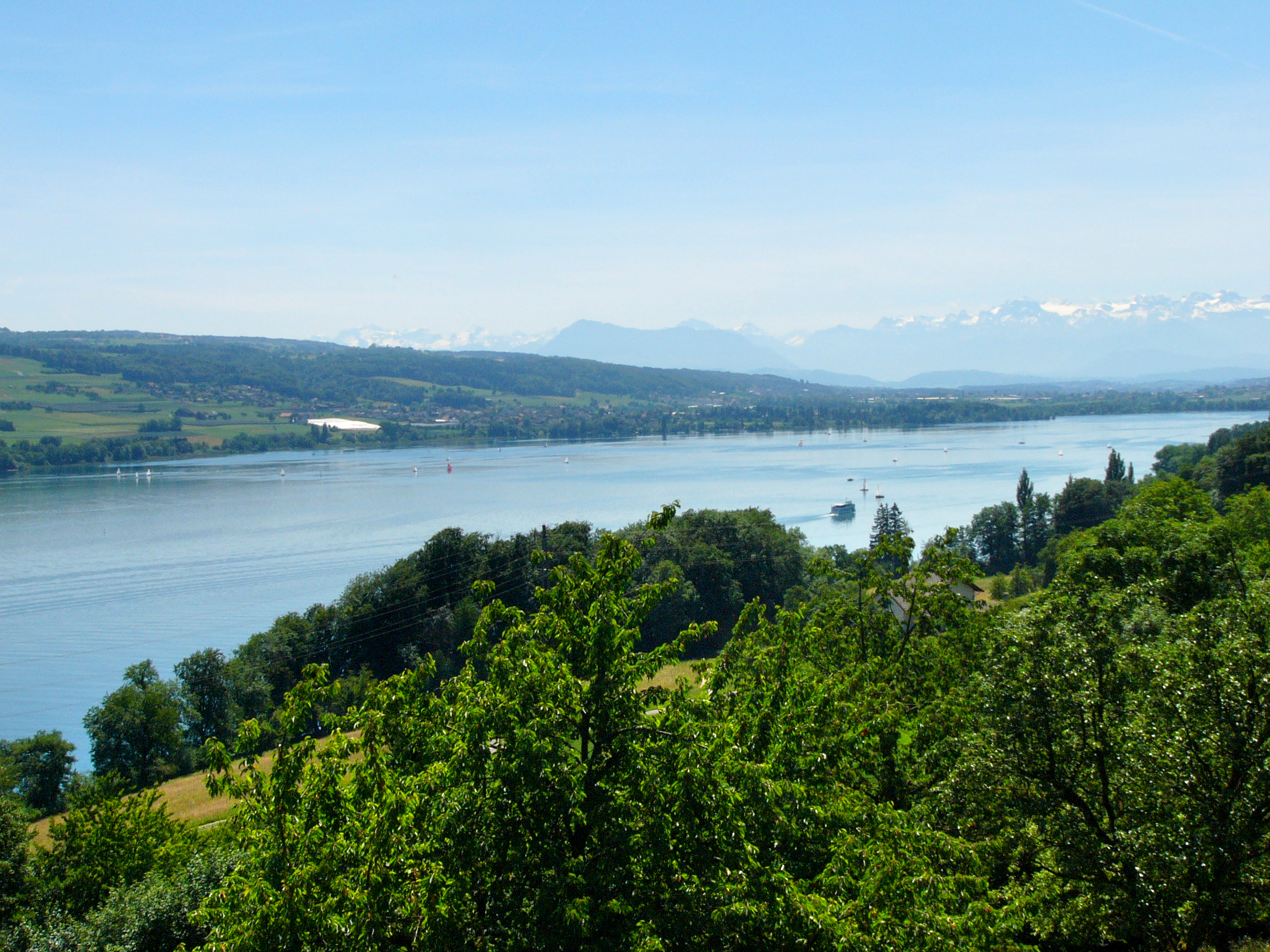
Blick von Birrwil auf den Hallwiler See

Der Hallwilersee ist ein See im Schweizer Mittelland und liegt wie der etwas weiter südlich gelegene Baldeggersee im Seetal. Er ist 8,4 Kilometer lang, an der breitesten Stelle 1,5 Kilometer breit und maximal 47 Meter tief bei einer mittleren Tiefe von 28 Metern. Seine Fläche beträgt 10,3 Quadratkilometer, davon liegen fünf Sechstel in den Bezirken Lenzburg und Kulm des Kantons Aargau und ein Sechstel in den Wahlkreisen Hochdorf und Sursee des Kantons Luzern. Nach der Grösse ist er an 16. Stelle der Schweizer Seen. Das Volumen des Sees beträgt 0,215 Kubikkilometer, sein Einzugsgebiet 128 Quadratkilometer. Der Hauptzufluss bzw. -abfluss ist der Aabach, der bei Möriken-Wildegg in die Aare mündet. Daneben münden zahlreiche kleine Bäche in den See.
Bei kaltem Winterwetter kann der See zufrieren. Er war letztmals 1986 ganz zugefroren. Das Dorf Hallwil liegt nicht am See, sondern etwa zwei Kilometer von dessen nördlichem Ende entfernt. Der Name des Sees stammt von den Herren von Hallwyl.
Der See ist unter der Objektnummer 1303 im Bundesinventar der Landschaften und Naturdenkmäler von nationaler Bedeutung (BLN) aufgeführt.

## Geschichte
Der Hallwilersee entstand während der Würmeiszeit durch die Aufschüttung einer Endmoräne.
Bereits während der Mittelsteinzeit, der Jungsteinzeit und der Bronzezeit lebten Menschen in Seeufersiedlungen am Hallwilersee. Bei Seengen befand sich eine Siedlung der Römer. Um 1300 hatte der See verschiedene Namen: Halwiler se, lacus de Seingen (nach Seengen), Escherse (nach Aesch). Dann aber setzte sich der Name der Vögte, der Hallwyler, durch. Diese besassen die Blut- und Niedere Gerichtsbarkeit über den See sowie die Fischerei- und Schifffahrtsrechte. Das Seegericht tagte am Ufer in Birrwil, Beinwil am See, Mosen und Seengen. Ab 1429 fielen die Bussen zur Hälfte an die Fischer.
Erst 1859 wurde der Hallwilersee zu einem öffentlich zugänglichen Gewässer. 1883 erfolgte die Eröffnung der Seetalbahn entlang des westlichen Ufers, 1888 nahm der Ausflugsverkehr mit Schiffen den Betrieb auf.
Am 17. September 1938 stellte Sir Malcolm Campbell mit seinem selbst konstruierten Motor-Rennboot mit einer Geschwindigkeit von 210,66 km/h einen Weltrekord auf dem Hallwilersee auf.
Für die zukünftige Trinkwasserversorgung hat die Gemeindeversammlung von Meisterschwanden im Juni 2019 den Baukredit für ein Seewasserwerk im Hallwilersee einstimmig genehmigt.

## Ökologie
Durch die intensive Landwirtschaft rund um den See mit dem entsprechenden Einsatz von Düngemitteln war der Hallwilersee Anfang der 1980er-Jahre beinahe ein «toter» See. Wegen des hohen Anteils an Phosphaten bildeten sich riesige Algenteppiche. Die abgestorbenen Algen sanken auf den Seegrund und verrotteten dort, dabei wurde der dort vorhandene Sauerstoff verbraucht. Andere Wasserpflanzen und Fische bekamen dadurch nicht genug Sauerstoff, um zu überleben. Seit 1985 wird der See deshalb künstlich belüftet. Im Winter wird Druckluft am Seegrund über Düsen eingeblasen. So erhält der See zusätzlich zur natürlichen Umwälzung eine künstliche Zirkulationshilfe. Wasser wird aus der Tiefe an die Oberfläche transportiert und mit Sauerstoff aus der Atmosphäre versorgt. Der vollständig durchmischte See wird so mit rund 1500 Tonnen Sauerstoff pro Winter angereichert.
Von 1985 bis 2016 wurde im Sommer dem See künstlich Sauerstoff zugeführt. Je nach Bedarf wurde Druckluft oder Sauerstoff über sechs Diffusoren direkt über dem Seegrund in 45 Meter Tiefe in groben oder feinen Blasen dem Wasser zugegeben. Damit wurden 400 bis 600 Tonnen des im Tiefenwasser gezehrten Sauerstoffs ersetzt. Die erwärmte Oberflächenschicht des Sees wird dabei nicht gestört.
Durch diese Tiefenwasserbelüftung sowie durch die Reduzierung des Düngereinsatzes konnte der Phosphatgehalt des Wassers von 250 mg/m³ (1975) auf unter 17 mg/m³ (2019) reduziert werden. Dennoch können sich die Fische kaum noch selber fortpflanzen, weshalb die Fischer jährlich Millionen von Felchen-Brütlingen aus Fischzuchtanlagen aussetzen. Seit 2021 gilt im Kanton Luzern eine neue Phosphor-Verordnung, welche den Bauern im Einzugsgebiet von Sempacher-, Baldegger- und Hallwilersee vorschreibt, weniger Gülle auszutragen und den Tierbestand nicht zu erhöhen.

## Tourismus

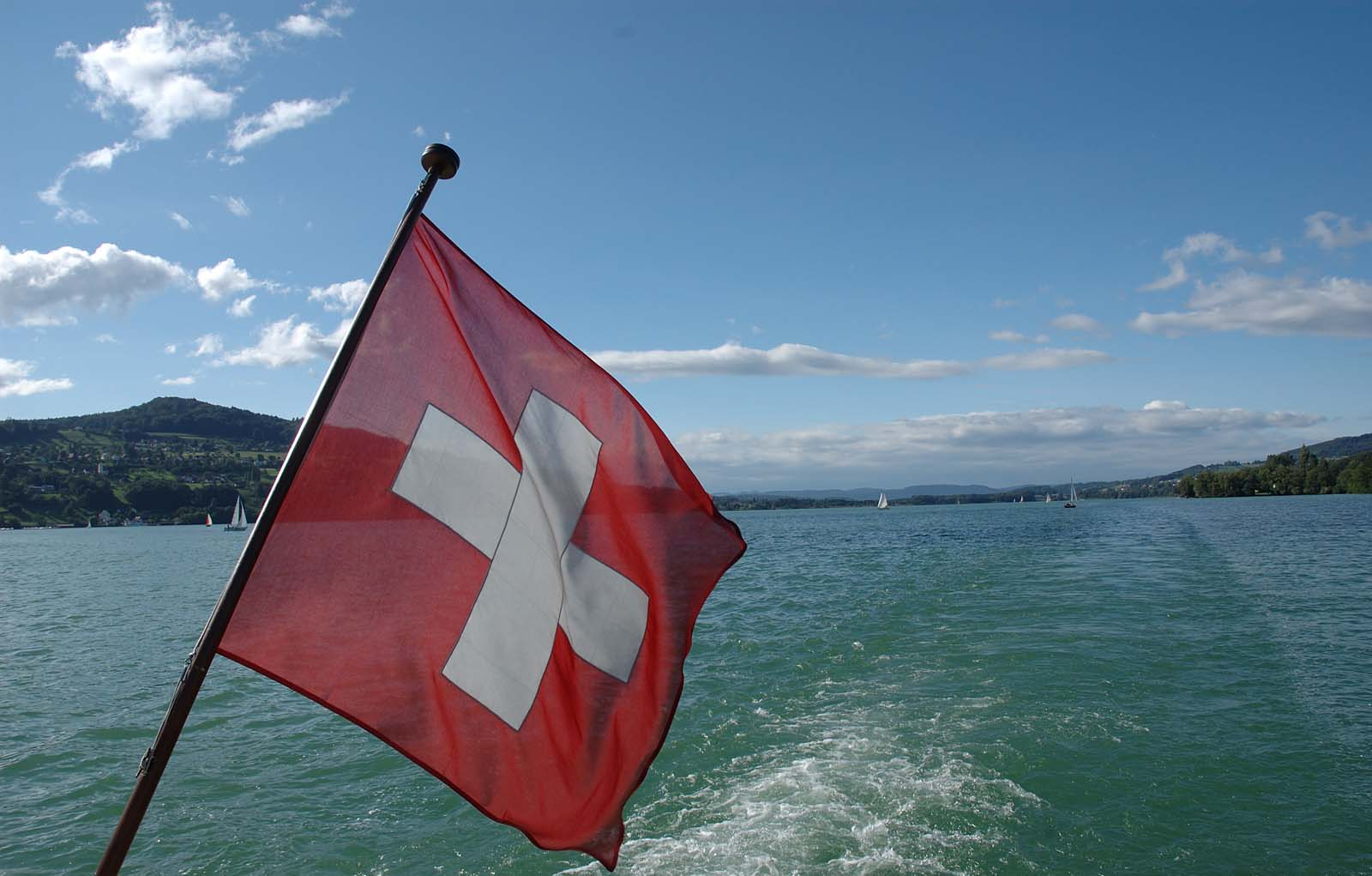
Hallwilersee vom Schiff aus

Der Hallwilersee ist ein beliebtes Ziel für Tagesausflüge. In den Dörfern am Seeufer gibt es zahlreiche Ausflugsrestaurants und Strandbäder. Eine Wanderung führt auf dem 22 Kilometer langen Seeuferweg rund um den See, wobei das Fahrradverbot rund um den Hallwilersee zu beachten ist. Etwa einen Kilometer nördlich des Sees liegt auf einer Insel des Aabachs das Wasserschloss Hallwyl.
Während der Sommersaison fahren diverse Kurs- und Extraschiffe der Schifffahrtsgesellschaft Hallwilersee. Sie wurde 1888 gegründet und besitzt folgende fünf Schiffe (Stand 2018): MS Brestenberg, MS Delphin, MS Hallwil, MS Seerose und MS Seetal. Entlang des gesamten Westufers verläuft die Seetalbahn der SBB (Lenzburg–Luzern). Das Ostufer wird durch Buslinien erschlossen.
Schiffländen
Schiffländen der Personenschifffahrt, von Norden nach Süden:
| Name                     | Ufer | Lage             | Kt. | ⊙                  | Bild | Wegweiser | Anmerkungen |
| ------------------------ | ---- | ---------------- | --- | ------------------ | ---- | --------- | ----------- |
| Seengen (See)            | Nord | Seengen          | AG  | 47.319236 8.202766 | BW   | 2021      |             |
| Boniswil (See)           | West | Boniswil         | AG  | 47.304583 8.198518 | BW   | 2021      |             |
| Meisterschwanden Delphin | Ost  | Meisterschwanden | AG  | 47.296258 8.220402 | BW   | 2021      |             |
| Birrwil (See)            | West | Birrwil          | AG  | 47.290958 8.202931 | BW   | 2021      |             |
| Meisterschwanden Seerose | Ost  | Meisterschwanden | AG  | 47.284132 8.224957 | BW   | 2021      |             |
| Beinwil am See (See)     | West | Beinwil am See   | AG  | 47.269315 8.211534 | BW   | 2019      |             |
| Aesch LU (See)           | Ost  | Aesch LU         | LU  | 47.258405 8.229972 | BW   | BW        |             |
| Mosen (See)              | Süd  | Mosen            | LU  | 47.245866 8.224269 | 2017 | 2019      |             |